# Melefquén
Melefquén es una localidad de la comuna de Panguipulli, ubicada en el sector noroeste de la comuna, junto a la Ruta 203-CH y la exestación Melefquén del ramal Lanco-Panguipulli. En esta localidad se encuentra la posta de salud rural Melefquén, y la escuela básica República de Chile.
La escuela República de Chile ha tenido una especial atención para la enseñanza dada su vinculación con el pueblo mapuche-huilliche por lo que ha sido parte del programa de Educadores Tradicionales, apoyando la enseñanza de la lengua mapuche y la interculturalidad, permitiendo generar un enlace entre la comunidad indígena y el establecimiento educacional.
También se encuentra en Melefquén la escuela particular Padre Berguer.

## Hidrología
Melefquén se ubica junto al Estero Leufucade al igual que la localidad de Huellahue.

## Accesibilidad y transporte
Melefquén se encuentra a 13.4 km de la ciudad de Panguipulli a través de la Ruta 203, y a 34 kilómetros de la ciudad de Lanco.